# Pirata serrulatus
Pirata serrulatus är en spindelart som beskrevs av Song och Wang 1984. Pirata serrulatus ingår i släktet Pirata och familjen vargspindlar. Inga underarter finns listade i Catalogue of Life.